# Stephan Hauck
Stephan „Hugo“ Hauck (* 17. August 1961 in Merseburg) ist ein ehemaliger deutscher Handballspieler. Er spielte in der Handball-Bundesliga zuletzt bei dem VfL Hameln. Früher lief er auf der Rückraumposition Mitte auf. Haucks Spezialität ist die Fähigkeit, beidhändig stark zu werfen. Seit 2005 ist er als Verbandstrainer beim Handball-Verband Berlin tätig.
Für die DDR-Nationalmannschaft und die deutsche Männer-Handballnationalmannschaft hat Hauck bis 1992 insgesamt 240 Länderspiele bestritten, in denen er 522 Tore erzielte, davon 11 per Siebenmeter. Unter anderem erreichte er den dritten Platz bei der Weltmeisterschaft 1986 mit der Mannschaft der DDR. Nach den Olympischen Spielen 1992 in Barcelona erklärte er seinen Rücktritt aus der Nationalmannschaft. Hauck wurde 1984 mit dem Vaterländischen Verdienstorden in Gold ausgezeichnet.
Seine Karriere begann Hauck beim SC Dynamo Berlin (danach 1. SC Berlin und HC Preußen Berlin). 1990 errang er mit dem 1. SC Berlin gegen den TV Großwallstadt durch einen 27:21-Sieg den „Deutschland-Cup“, die damals noch inoffizielle erste gesamtdeutsche Meisterschaft.
1991 wechselte er zum VfL Hameln, für den er bis 1997 185 Spiele absolvierte, in denen er 640 Tore erzielte. Als Spielmacher spielte er dort zusammen mit seinen alten DDR-Nationalmannschaftskameraden Matthias Hahn und Frank-Michael Wahl. In den sechs Jahren in Hameln errang er 1994 die deutsche Vizemeisterschaft und 1996 das Europapokalfinale um den Euro-City-Cup.
Anschließend wechselte er für drei Jahre zur Eintracht Hildesheim. 2001 kehrte er zu der in der Handball-Oberliga spielenden zweiten Mannschaft des VfL Hameln als Spielertrainer zurück. Da sich der Verein bereits damals in akuter Spielernot befand, absolvierte Hauck für die Bundesligamannschaft des VfL bis 2002 noch weitere 41 Spiele, in denen er 53 Tore erzielte.
Stephan Hauck ist mit Angela Hauck, der letzten Eisschnelllaufweltmeisterin der DDR, verheiratet.
Nach Karriereende zog Hauck nach Berlin, wo er zunächst Auswahlmannschaften des Handball-Verband Berlin betreute. Im weiteren Verlauf trainierte er auch die D- und C-Jugend der Füchse Berlin. Seit 2018 ist Hauck Co-Trainer der B-Jugend und konnte gemeinsam mit Trainer Fabian Lüdke drei deutsche Meisterschaften feiern.

## Erfolge
- 3. Platz bei der Handball-Weltmeisterschaft 1986
- 8. Platz bei der Handball-Weltmeisterschaft 1990
- 10. Platz bei den Olympischen Spielen 1992 (5 Spiele, 14 Tore)[1]
- Deutscher Handball-Vizemeister 1994 mit dem VfL Hameln
- Europapokalfinalist 1996 mit dem VfL Hameln
- mehrfacher Deutscher Meister mit Jugendmannschaften der Füchse Berlin als Co-Trainer